# Ifanes
Ifanes (em mirandês Anfainç, Anfanheç, Eifainç, Einfainç, Einfanheç, Einjainç, Ifainç, Infainç, Ifanheç, Inainç, Infanheç ou Injainç) é uma povoação portuguesa do Município de Miranda do Douro que foi sede da extinta Freguesia de Ifanes, freguesia que tinha 28,51 km² de área e 160 habitantes (2011). A sua densidade populacional era 5,6 hab/km².
A Freguesia de Ifanes foi extinta (agregada) pela reorganização administrativa de 2012/2013, tendo o seu território sido agregado ao da Freguesia de Paradela para criar a União de Freguesias de Ifanes e Paradela.

## Toponímia
O topónimo Ifanes tem origem desconhecida. Este topónimo foi objecto de estudo por José Leite de Vasconcelos que conclui nada poder acrescentar. Um recente estudo que documentou as variantes:  Ifaneis (1211); Fanez (1220), Fanex (1220); Yfanez (1232); Fanez (1232); Ifanez (1246); Yfanez (1257); Ifanes (1258); Yffanes (1298); Iffanes (1310 i 1311); Yfanes (1311); Yffanes (1311); Ifanez (1528); Iffanez (1532); Infanes (1538), defende a hipótese de Ifanes estar relacionado com o nome de um antigo possuidor da terra onde se formou a localidade.

## População
| População da freguesia de Ifanes | População da freguesia de Ifanes | População da freguesia de Ifanes | População da freguesia de Ifanes | População da freguesia de Ifanes | População da freguesia de Ifanes | População da freguesia de Ifanes | População da freguesia de Ifanes | População da freguesia de Ifanes | População da freguesia de Ifanes | População da freguesia de Ifanes | População da freguesia de Ifanes | População da freguesia de Ifanes | População da freguesia de Ifanes | População da freguesia de Ifanes |
| -------------------------------- | -------------------------------- | -------------------------------- | -------------------------------- | -------------------------------- | -------------------------------- | -------------------------------- | -------------------------------- | -------------------------------- | -------------------------------- | -------------------------------- | -------------------------------- | -------------------------------- | -------------------------------- | -------------------------------- |
| 1864                             | 1878                             | 1890                             | 1900                             | 1911                             | 1920                             | 1930                             | 1940                             | 1950                             | 1960                             | 1970                             | 1981                             | 1991                             | 2001                             | 2011                             |
| 624                              | 574                              | 598                              | 628                              | 639                              | 539                              | 527                              | 606                              | 636                              | 608                              | 443                              | 353                              | 291                              | 205                              | 160                              |

## Património
- Igreja Paroquial de Ifanes

## Personalidades Ilustres
- Abílio Augusto Vaz das Neves